# Bledionotus systellonotoides
Sous-famille
Genre
Espèce
Bledionotus systellonotoides est une espèce d'insectes hétéroptères (punaises), la seule du genre Bledionotus et également la seule de la sous-famille des Bledionotinae.

## Description
Il s'agit d'une espèce myrmécomorphique et mimétique des Miridae Hallodapini, de couleur brun rougeâtre, avec du brun et du rouge vif. Sa tête est triangulaire, presque équilatérale. Les yeux touchent le bord antérieur du pronotum. Le dernier article des antennes est plus sombre et fusiforme. Les marges latérales du pronotum sont creusées. Ses stigmates abdominaux sont dorsaux aux segments 2 à 4 et ventraux aux segments 5 à 7. Contrairement aux autres Geocoridae, les sutures entre les tergites 4-5 et 5-6 ne sont pas fortement incurvées vers l'arrière au milieu. Les sternites abdominaux 2 à 4 sont soudés ensemble. Les gouttières évaporatoires de la glande odoriférantes sont auriculiformes. Les métacoxae (hanches des pattes postérieures) sont bien séparées, alors que chez les Pamphantinae, elles sont contigües. Il porte sur sa face dorsale des soies dressées, éparses et brunes. Les hémélytres atteignent l'apex de l'abdomen. Il mesure entre 2,5 et 2,75 mm de long,. 

## Répartition
Cette espèce se rencontre dans le Proche-Orient et jusqu'en Asie centrale au Tadjikistan. Elle est également mentionnée de Chypre,.

## Biologie
S'agissant d'insectes très peu collectés, leur biologie est pratiquement inconnue, si ce n'est qu'ils vivent au sol. Seidenstücker indique l'avoir collecté au pied de cistes (en Anatolie), et Linnavuori sur des pariétaires (en Iraq).

## Systématique
Cette espèce a été décrite par l'entomologiste finlandais Odo Morannal Reuter en 1878, à partir d'un insecte envoyé de Syrie par M. Reiche à Auguste Puton, qui le lui a transmis. D'emblée Reuter en fait une sous-famille séparée, « Bledionotina », aujourd'hui Bledionotinae. Ils sont placés dans les Lygaeidae au sens large, en général comme sous-famille, mais parfois, comme pour China et Miller (1959) ou Seidenstücker (1964) comme tribu au sein des Rhyparochrominae,. 
Les Bledionotinae ont parfois été compris dans les Pamphantinae (G. G. E. Scudder, 1963). Puis à l'inverse, les Pamphantinae ont été inclus dans les Bledionotinae, notamment par Thomas J. Henry dans son étude des Lygaeoidea. La sous-famille est alors séparée en Bledionotini et Pamphantini. Dans cette même étude, Henry réunit cette sous-famille à celles des Geocorinae et des Henestarinae pour former les Geocoridae dans leur acception moderne, élevée au rang de famille.
Finalement, en 1999, James Alex Slater sépare les Pamphantinae des Bledionotinae, qui, dorénavant, redeviennent monotypiques et ne contiennent plus que Bledionotus systellonotoides.

### Étymologie
Le genre est nommé ainsi en raison de la ressemblance du pronotum avec celui du genre Bledius, un staphylin. Reuter crée l'épithète spécifique « systellonotoides », qui signifie « qui ressemble à Systellonotus », en raison de ce que « l'insecte rappelle par la taille et la couleur le genre Systellonotus de la famille des Capsides » (aujourd'hui Miridae, Phylinae, Hallodapini).

### Liste des genres et des espèces
Selon BioLib (5 novembre 2022) et Lygaeoidea Species Files :
- genre Bledionotus Reuter, 1878
  - Bledionotus systellonotoides Reuter, 1878